# هنريك غال
هنريك غال (بالمجرية: Gál Henrik)‏ هو مصارع رياضي مجري، ولد في 5 مارس 1947 في Földes ‏ في المجر.

## وصلات خارجية
- هنريك غال على موقع قاعدة بيانات المصارعة الدولية (الإنجليزية)
- هنريك غال على موقع اللجنة الأولمبية الدولية (الإنجليزية)
- هنريك غال على موقع أوليمبيديا (الإنجليزية)
- هنريك غال على موقع اللجنة الأولمبية المجرية (الهنغارية)